# Konstantinopolské příměří (1533)
Konstantinopolské příměří (turecky: İstanbul antlaşması) bylo podepsáno 22. července 1533 v Konstantinopoli Osmanskou říší a Rakouským arcivévodstvím po habsbursko-osmanské válce v letech 1529–1533.
Podle několika zdrojů bylo toto a další příměří uzavřené v letech 1547, 1568, 1573, 1576, 1584 a 1591 pouze dočasnými dohodami o vzájemném neútočení (s omezenou platností) a ne skutečnými mírovými smlouvami, protože v celém šestnáctém století nebyla uzavřena žádná opravdová mírová dohoda. Gábor Ágoston tento akt označuje jako smlouvu nebo příměří, avšak jeho povahu definuje pouze jako „ústní slib“ (korespondence mezi Ferdinandem a jeho vyslancem také ukazuje, že dohoda byla záležitostí mezi Sulejmanem a králem). Mortimer rovněž uvádí, že příměří bylo mezi Ferdinandem a Sulejmanem. Pouze příměří z roku 1547 bylo schváleno Karlem V.

## Pozadí
Během bitvy u Moháče v roce 1526 zemřel uherský král Ludvík II. bez dědice trůnu, ale protože Osmanská říše po válce neanektovala Uhersko, uherský trůn zůstal několik měsíců neobsazený. Objevili se dva uchazeči: Ferdinand I., arcivévoda rakouský, a Jan Zápolský, vojvoda (guvernér) Sedmihradska (turecky: Erdel, dnes západní část Rumunska). Ačkoli většina uherské šlechty podporovala Zápolského, Ferdinand se prohlásil za právoplatného uherského krále, přičemž ho podporoval jeho starší bratr, císař Svaté říše římské Karel V. Osmanská říše však stála na straně Zápolského a císař Sulejman I. zahájil proti Rakousku dvě vojenská tažení (v letech 1529 a 1532). Ferdinand si uvědomil, že je nemožné upevnit svou vládu v Uhersku.
Mezitím šáh safíovské Persie, Tahmásp I., začal působit na východních hranicích Osmanské říše. Sulejman se proto rozhodl soustředit své aktivity na východ a upustit od pokračování nepřátelství na západě, což vedlo k podpisu dohody.

## Podmínky
V této dohodě Ferdinand I. uznal osmanskou svrchovanost a uznal Sulejmana za svého „otce a suveréna“, souhlasil s placením každoročního tributu a přijal osmanského velkovezíra jako svého bratra a sobě rovného v hodnosti.
Podle Nicolae Jorgy se Ferdinand vzdal svých nároků na Uhersko, s výjimkou malé části na západě země.
Podle Gábora Ágostona dal Sulejman Uherské království králi Janovi, ale byl ochoten přijmout jeho rozdělení s Habsburky. K vymezení hranic poslal do Uher Ludovica Grittiho.
Stanford Shaw uvádí, že Ferdinand měl být považován za krále Německa a Karel V. za krále Španělska, přičemž oba byli postaveni na stejnou úroveň jako velkovezír Osmanské říše. Navíc jim bylo zakázáno nazývat kohokoli „císařem“, kromě osmanského panovníka. Podle jiných zdrojů osmanská kancelář oslovovala Karla a Ferdinanda (také v jejich dopisech) jako krále, což však Habsburkové nikdy neuznali. V jiných korespondencích Osmané naopak povýšili Františka a Karla IX. na císaře.

## Následky
Od roku 1536, po úspěšném dokončení svého „tažení dvou Iráků“ (1534–1535), považoval Sulejman příměří za neplatné.
Mír byl porušen bitvou u Gorjani v roce 1537 a bitvou u Prevezy v roce 1538.
Zápolský neměl syna, a podle Nagyváradské smlouvy, podepsané v roce 1538, měl být jeho nástupcem na uherském trůnu Ferdinand. Po uzavření smlouvy však Zápolského manželka porodila syna. Když v roce 1540 Zápolský přirozenou smrtí zemřel, Ferdinand si znovu nárokoval trůn, čímž byla válka obnovena. Tentokrát Sulejman změnil svou politiku umožňující existenci Uherska jako vazalského království a během dvou tažení v letech 1541 a 1543 většinu Uherska anektoval. Zápolského nemluvně bylo přemístěno do Sedmihradska, bývalého panství jeho otce.